# Фокачча

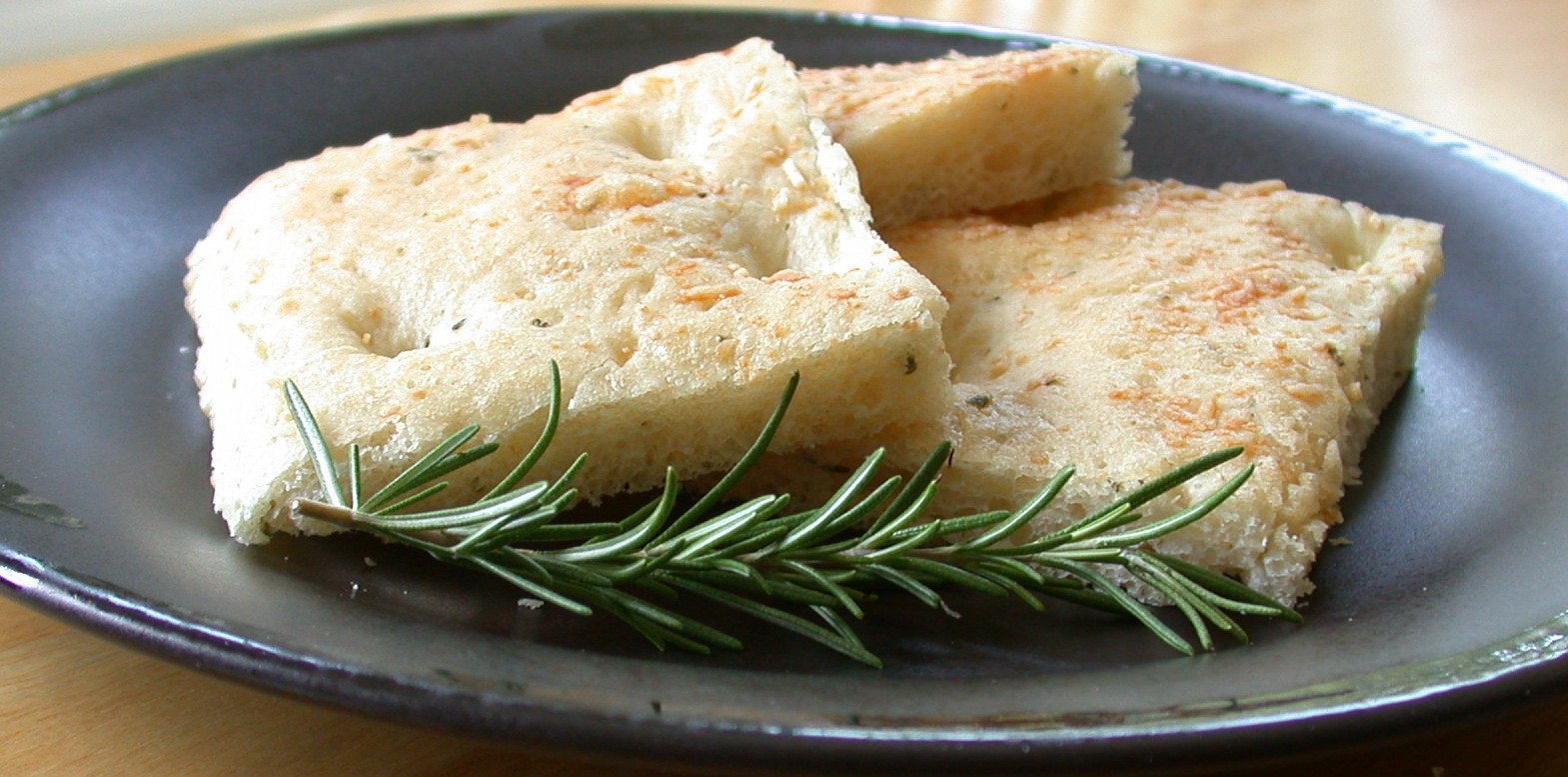
Традиционная фокачча

Фока́чча (итал. focaccia от лат. panis focacius — буквально «хлеб, запечённый в очаге») — итальянская пшеничная лепёшка, которую готовят из различных видов теста — либо дрожжевого, которое является основой для пиццы, либо пресного сдобного. Тесто традиционной фокаччи содержит три компонента: муку, воду и оливковое масло.
Фокачча бывает круглой или прямоугольной, тонкой или толстой (но обычно тонкой), это зависит от предпочтений пекаря. Иногда в тесто для фокаччи добавляется молоко (что для пиццы никогда не практикуется) — тогда она получается более пышной; если не кладут дрожжи, то получается более тонкая и хрустящая. Иногда фокаччи готовят с начинкой, чаще всего это сыр. Фокаччи бывают и сладкие, и солёные.

## История и современность
Согласно «Этимологиям» Исидора Севильского, слово focaccia, пишущееся на латыни как focacia, является производным женского рода от слова focacius — «запеченная в очаге» (также «запечённая в золе»).
В Древнем Риме panis focacius представляли собой лепёшки, испеченные на золе очага (focus на латыни) . Это стало разнообразным ассортиментом хлеба, включая фокаччу в итальянской кухне, hogaza в Испании, fogassa в Каталонии, fugàssa в Лигурии, pogača на Балканах, pogácsa в Венгрии, fougasse в Провансе (пишется fogatza), fouace или fouée в других регионах Франции и на Нормандских островах ; прованская версия обычно содержит такие добавки, как оливки, сыр, чеснок или анчоусы.
В Португалии также есть сладкий хлеб fogaça. В Бразилии рецепт, типичный для штатов Рио-де-Жанейро, Эспириту-Санту и прилегающих регионов, находится между fougasse и bolillo.
В нынешней Италии фокачча считается старейшей универсальной формой пиццы, которая была обычной пищей для крестьян и воинов древности. Некоторые авторы считают, что фокачча — предшественница пиццы.
По способу приготовления почти идентична пицце, но выпекается быстро и при высокой температуре (280—320 °С). Её, как и пиццу, ставят в печь и вынимают оттуда на лопате, однако если у готовой пиццы поднимаются только края, то фокачча поднимается целиком, вздуваясь бугорками.
Традиционная фокачча содержит простую «начинку» — оливковое масло и соль. В позднейшие времена появились более сложные варианты — пряные травы (базилик, орегано), сыры, томаты, оливки, лук, фрукты и т. д. Большинство наполнителей кладут в лепёшку перед запеканием, исключением являются свежая зелень, чеснок и оливковое масло — их добавляют, когда лепёшка уже готовая и горячая.

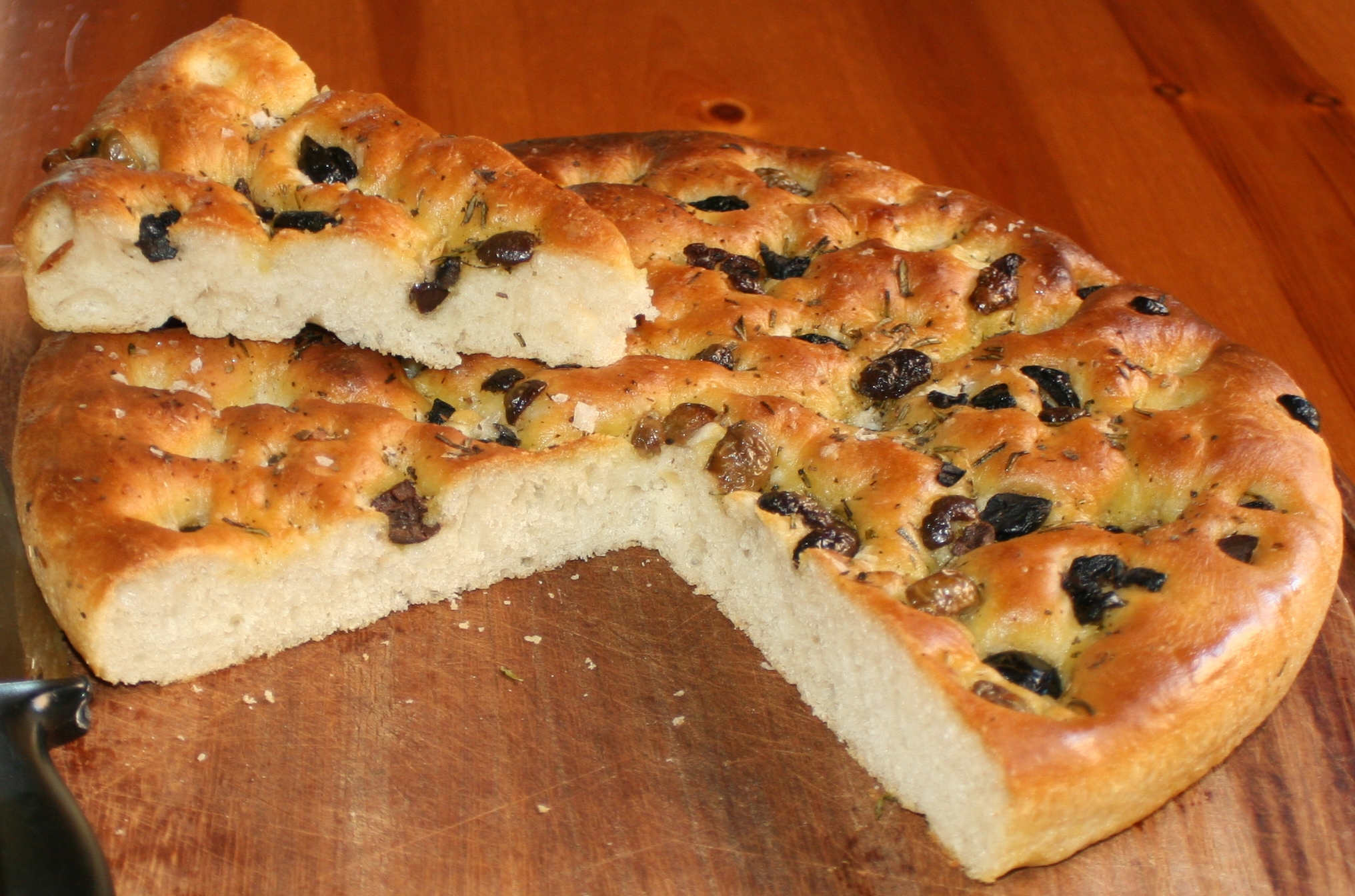
Фокачча домашнего приготовления с оливками, розмарином и шалфеем

В каждом регионе Италии свой традиционной способ приготовления:
- Focaccia genovese (генуэзская) — в виде тоненькой лепёшки, заправленной оливковым маслом и солью, может быть и с луком.
- Focaccia di Recco (названа по имени городка Рекко в Лигурии, откуда она родом) — состоит из двух слоёв очень тонкого теста, внутри нафарширована сыром (stracchino), также может быть и speck, тонко нарезанной копчёной колбасой, сверху посыпана острой приправой (перец, чеснок).
- Focaccia alla barese — это типичная фокачча юга Италии, из города Бари, подаётся со свежими помидорами и оливками.
- Есть и сладкие: например, Focaccia veneta — типичная пасхальная сладость в регионе Венето.

## Похожие блюда

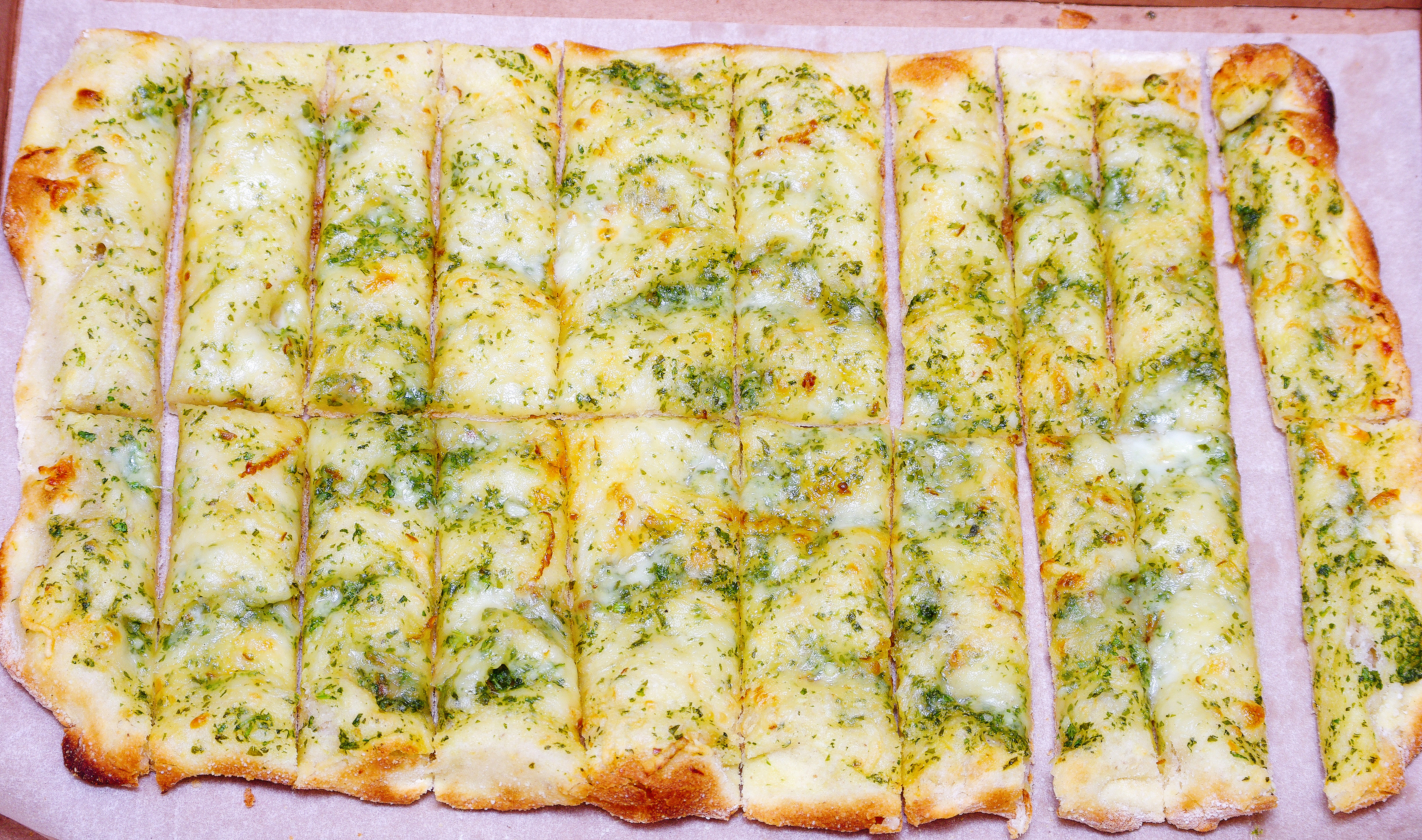
Фокачча с сыром

Очень похожий способ приготовления имеет фокачча алла шалфей (фокачча с шалфеем), который готовится путем простой замены розмарина шалфеем. Пицца бьянка — ещё один похожий стиль, который готовится с использованием теста для пиццы, оливкового масла, измельченного розмарина и соли.
Термин «пицца бьянка» относится к фокачча в некоторых районах Италии. Картофельная фокачча с розмарином (focaccia con patate e rosmarino в Тоскане) — разновидность, которую в Нью-Йорке называют «картофельной пиццей».
На основе фокаччи готовится лигурийский пирог писсаладьер с тушёным луком, маслинами и анчоусами, который также называют генуэзской пиццей.
Похожие на фокаччу лепёшки существуют во Франции (фугас), Португалии (фогасо), Испании (огаса) и на Балканах (погача).